# Vand i spandevis
|  | Denne artikel er oprettet af botten Steenthbot ud fra en ekstern database. Den kan derfor have sproglige fejl eller mangler. Denne skabelon kan fjernes efter kontrol af indholdet. |

Vand i spandevis er en dansk dokumentarfilm fra 1950 instrueret af Carl Otto Petersen.

## Handling
Vandforsyningsforholdene på landet er mange steder utidssvarende; danske husmødre går tilsammen 45.000 km om dagen for at bære vand ind; brøndene er umoderne, og vandet ofte sundhedsfarligt. Et kollektivt vandværk kan etableres relativt billigt. Filmen er en opfordring til at forbedre forholdene.